# فندق أولد كتراكت

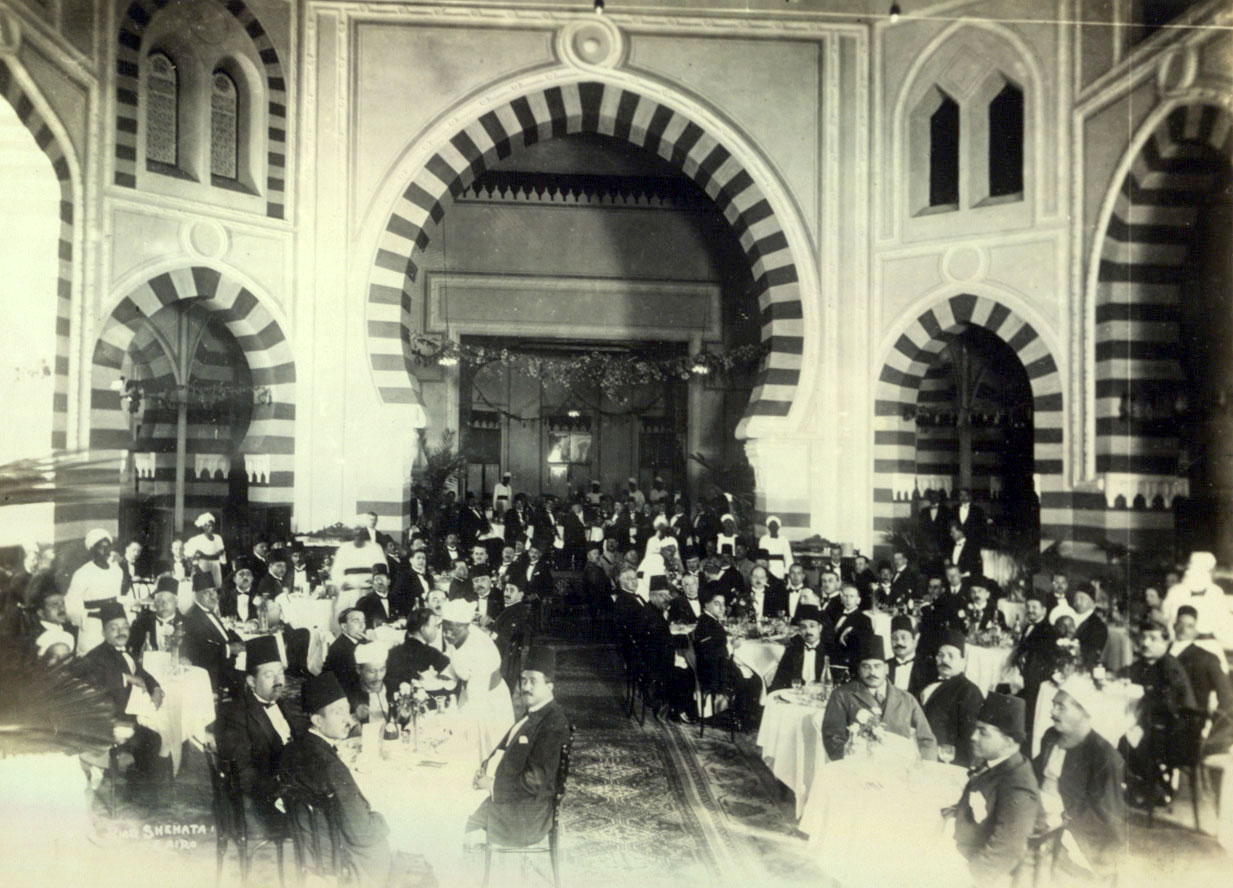
وليمة الملك فاروق بفندق «كتركت» احتفالا بمناسبة افتتاح سكة حديد الأقصر وأسوان.

فندق أولد كتراكت هو نزل عريق بمدينة أسوان جنوب مصر، واسمه يعني الشلال بالإنجليزية، إشارة لشلالات النيل التي يقع أولها بالمدينة. ويقع الفندق في الضفة المقابلة لجزيرة إلفنتين، وتملكه وتشغله شركة ليجاسي للفنادق التابعة لمجموعة طلعت مصطفى.

## التاريخ
تم إنشاؤه على صخرة من الجرانيت الوردي بإطلاله على ضفاف النيل أمام جزيرة الفانتاين، ويتميز هذا الفندق بطابعه الشرقي الأسطوري في مجال الفنادق منذ أن تم افتتاحه في 1889.
بدأت فكرة بناء الفندق في أواخر القرن الـ19 مع امتداد السكة الحديد لجنوب مصر، حيث زادت أعداد السياح لزيارة مدينة أسوان والتمتع بآثار وجوها الشتوي المشمس، ومع زيادة الأعداد بدأ التفكير في بناء فنادق على ضفاف النيل في أسوان وبالفعل بدأ بنائه في عام 1899.
تم بناء الفندق على الطراز الفيكتوري، حيث كان الطابع الإنجليزي غالبًا على الطراز المعماري لهذه الفترة الزمنية، التي احتل فيها الإنجليز مصر.
بوسط الصحراء، حيث بني فندق سوفيتل أولد كتراكت على صخرة من الجرانيت على ضفاف النهر، وسط المناظر الطبيعية في قلب أسوان المستنيرة. ويستوحى فندق كتراكت اسمه من التقاء النهر بالحاجز الجرانيتي، حيث ينشئ أول شلال على النيل. وهو يجمع ما بين الطابع الفيكتوري، والأصالة، ويستقبل الزائرين في البهو التاريخي وهذا البهو يتكون من أرضيات من الرخام الأملس وديكور على شكل أقواس عالية تحمل الطابع الإسلامي الكلاسيكي. وتم إلحاق 76 غرفة وجناح في الجناح القديم ب 62 غرفة وجناح في الجناح النيلي المعاصر.
حضر الخديو عباس حلمي حاكم مصر آنذاك، حفل افتتاح المطعم الرئيسي في 10 ديسمبر عام 1902، كما حضر ديوك كونوت الابن الثالث للملكة فيكتوريا، واللورد وليدي كرومر، والسير ونستون تشرشل، وعدد كبير من رجال الدولة والوزراء.
كان أغاخان الثالث الزعيم الهندي، أشهر نزلاء الفندق، والذي كان مداوماً على زيارة الفندق كل عام للعلاج من مرض الروماتيزم، وكانت أولى زياراته للفندق عام 1937 حيث قضى شهر العسل في الجناح الجنوبي في الدور الثاني، وكان قد طلب أن يدفن في أسوان، وفي 1957 تم بناء قبره بجانب الفندق، وقد استغرق بناءه نحو عامين ويستطيع الضيوف أن يروه من شرفة الفندق.

## التجديد
جرت أعمال تطوير وتجديد للفندق في عام 2008 واستمرت لمدة 3 سنوات، لإعادة الفندق كواجهة لمدينة أسوان، حيث تمت عملية تطوير وتجديد شاملة من أجل إعادة الفندق إلى مكانته التي كان عليها من قبل، وتعتبر أكبر وأهم عملية تطوير وتجديد حدثت للفندق العريق على مدار تاريخه، لإنقاذه من الانهيار، وظهوره بإطلالة جديدة تليق بفندق أسطوري.
لقد وضعت سوفيتيل ثقتها في مصممة الديكور العالمية وفنانة المعمار الفرنسية «سيبيل دى مارجيري»، لتمذج الابداع الفرنسي بروعة الإرث الحضاري للمبنى الأصلى والذي صمم على الطراز الفيكتورى مع الأخذ بالاعتبار قيمة الفندق التاريخية لضيوفه وزائريه على مدار مائة عام من الروعة. ولقد نجحت «دي مارجيري» أن تعيد احياء الاسطورة وتخليدها للأبد.

## السينما
- فيلم جريمة على نهر النيل استنادًا إلى رواية غموض من إنشاء اجاثا كريستي والتي تحمل الاسم نفسه التي كتبت في نفس الفندق.
- مسلسل جراند أوتيل بدأ عرضه في سنة 2016 وتم إنتاجه في مصر وتصويره في الفندق.

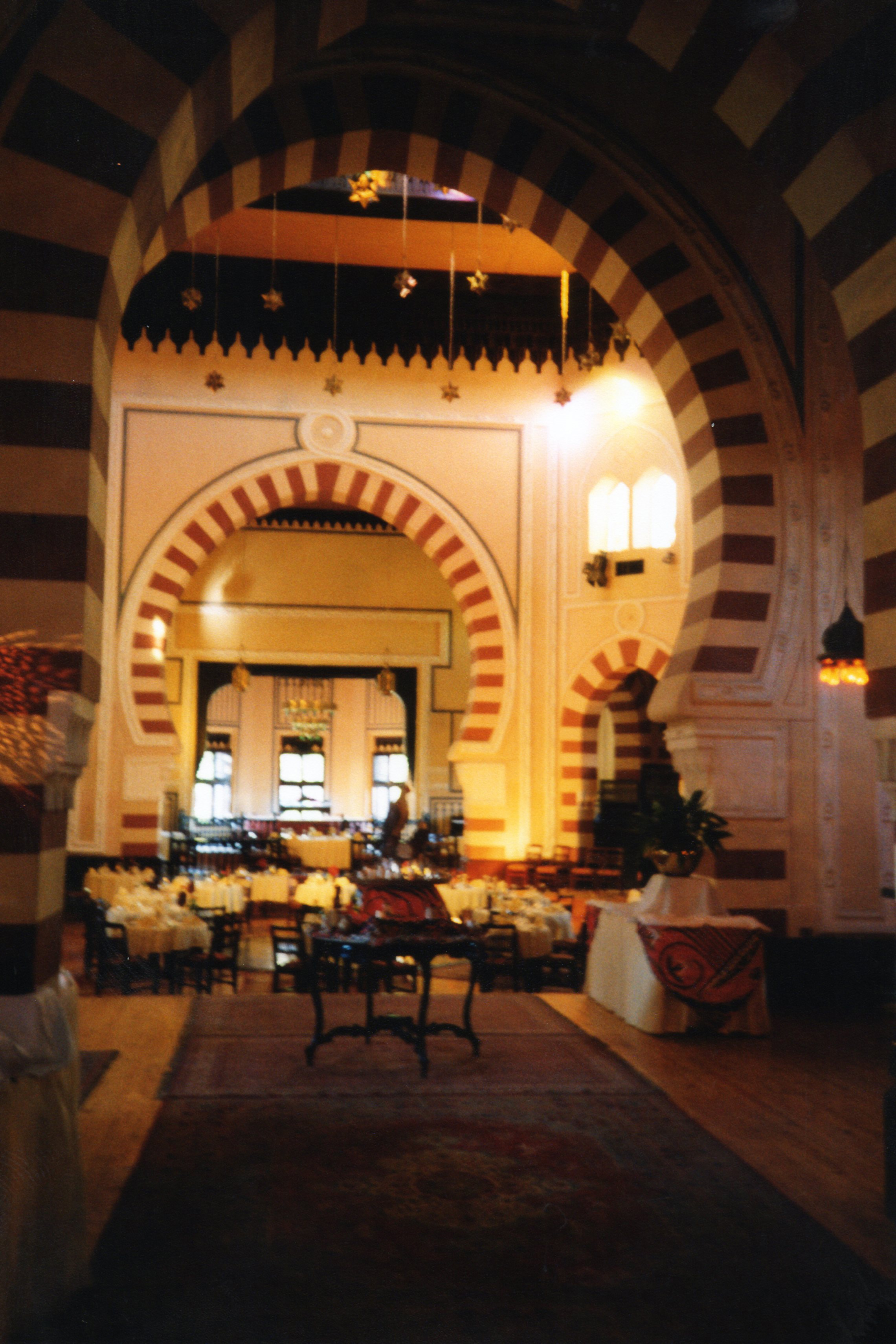
المطعم

## صور

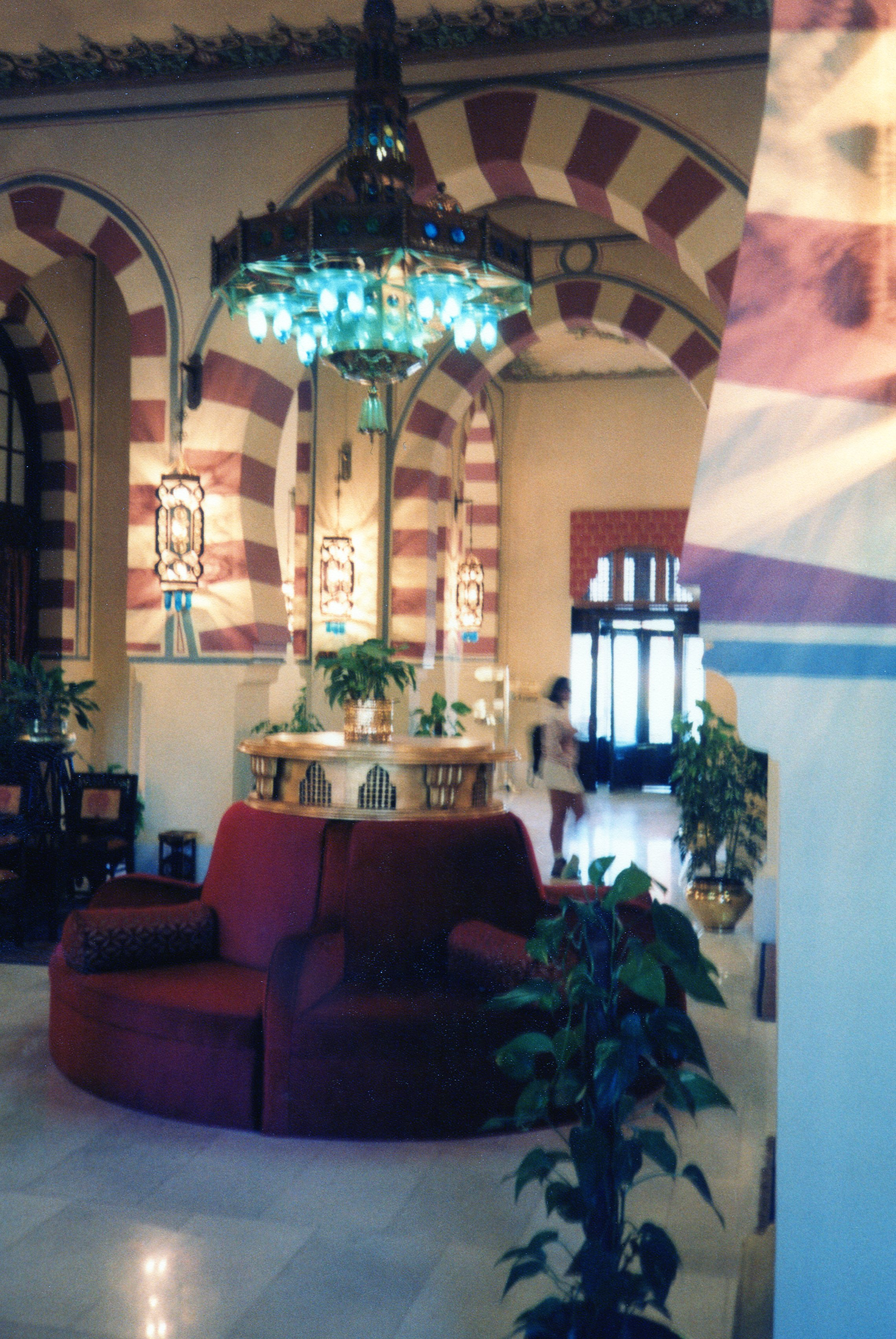
البهو
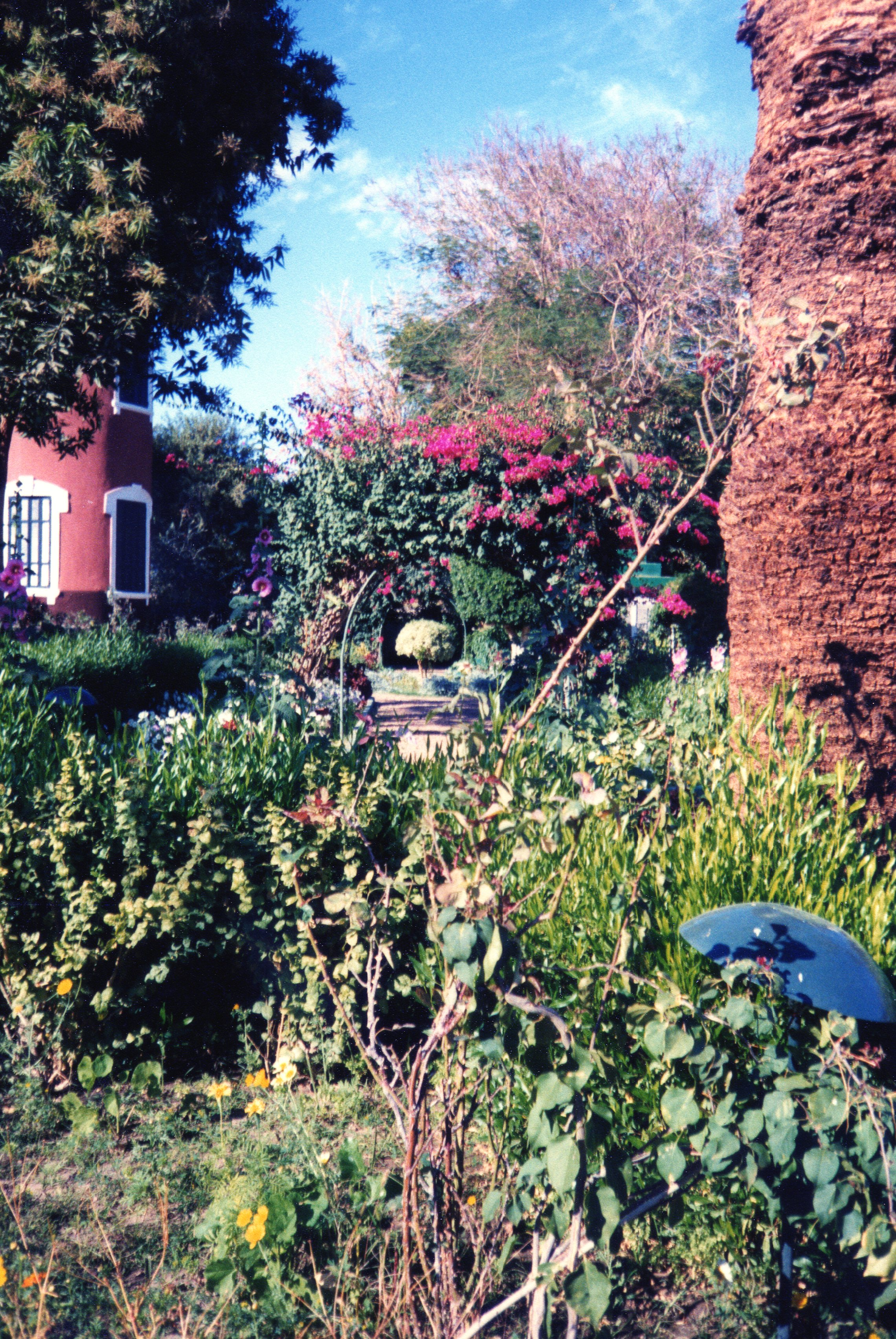
الحدائق
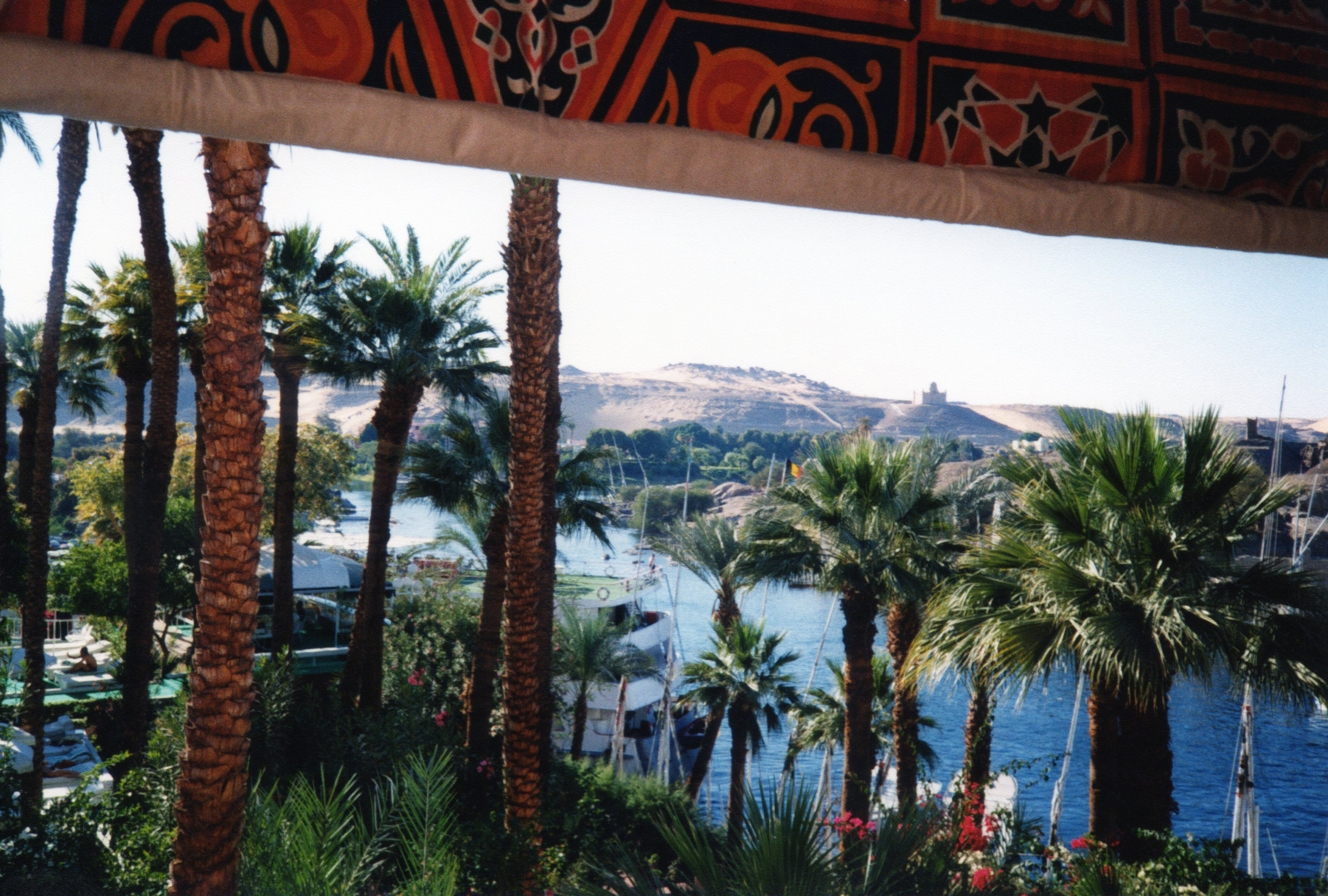
الحدائق والنيل
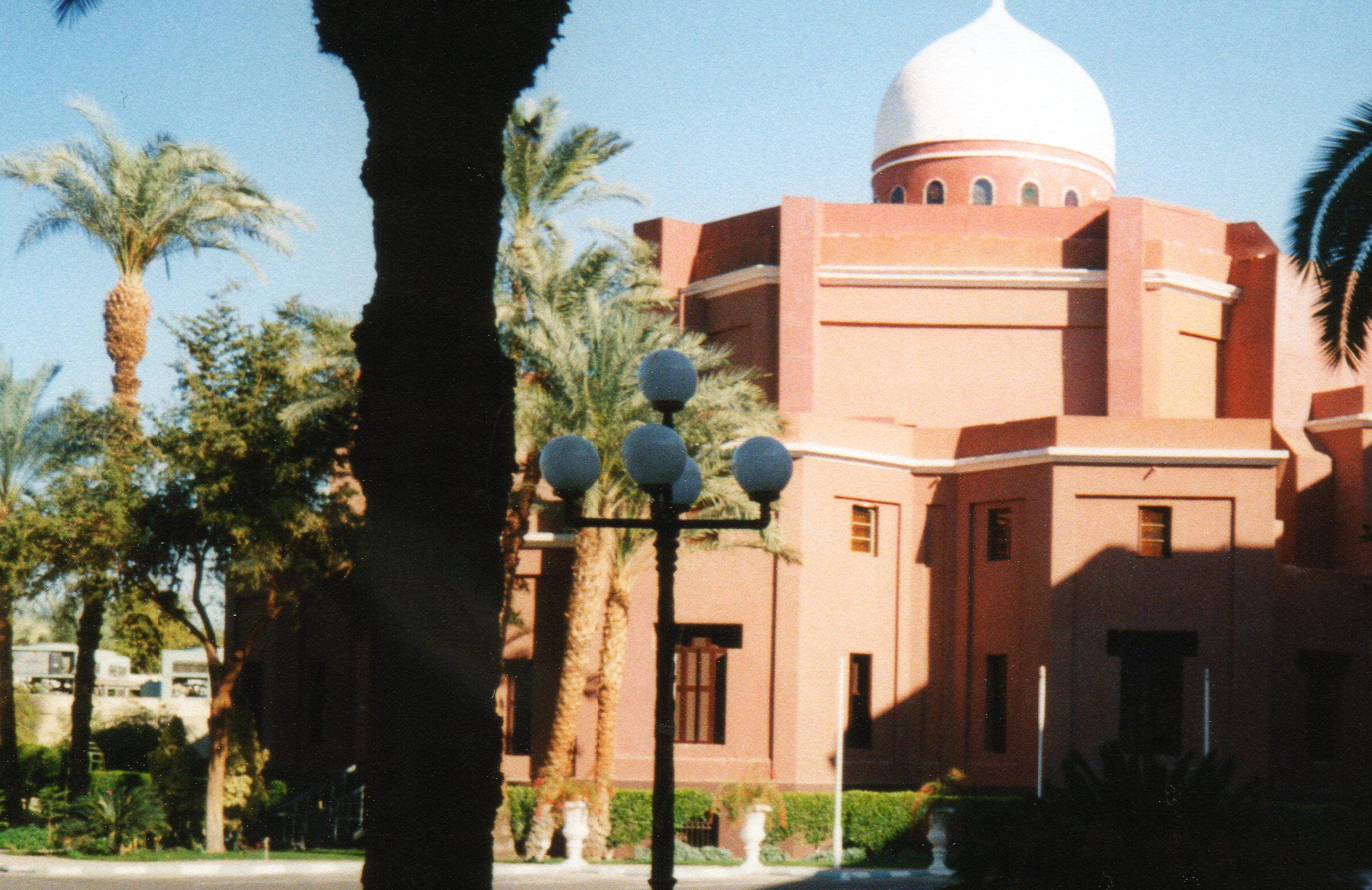
المطعم من الخارج

## أشهر رواده
- الملك فاروق
- أغاثا كريستي
- ونستون تشرشل
- ديانا أميرة ويلز
- الأغا خان الثالث
- هاورد كارتر
- نيكولاي الثاني
- محمد الخامس
- [الشيخ زايد بن سلطان ال نهيان]